# 에번 맥멀린

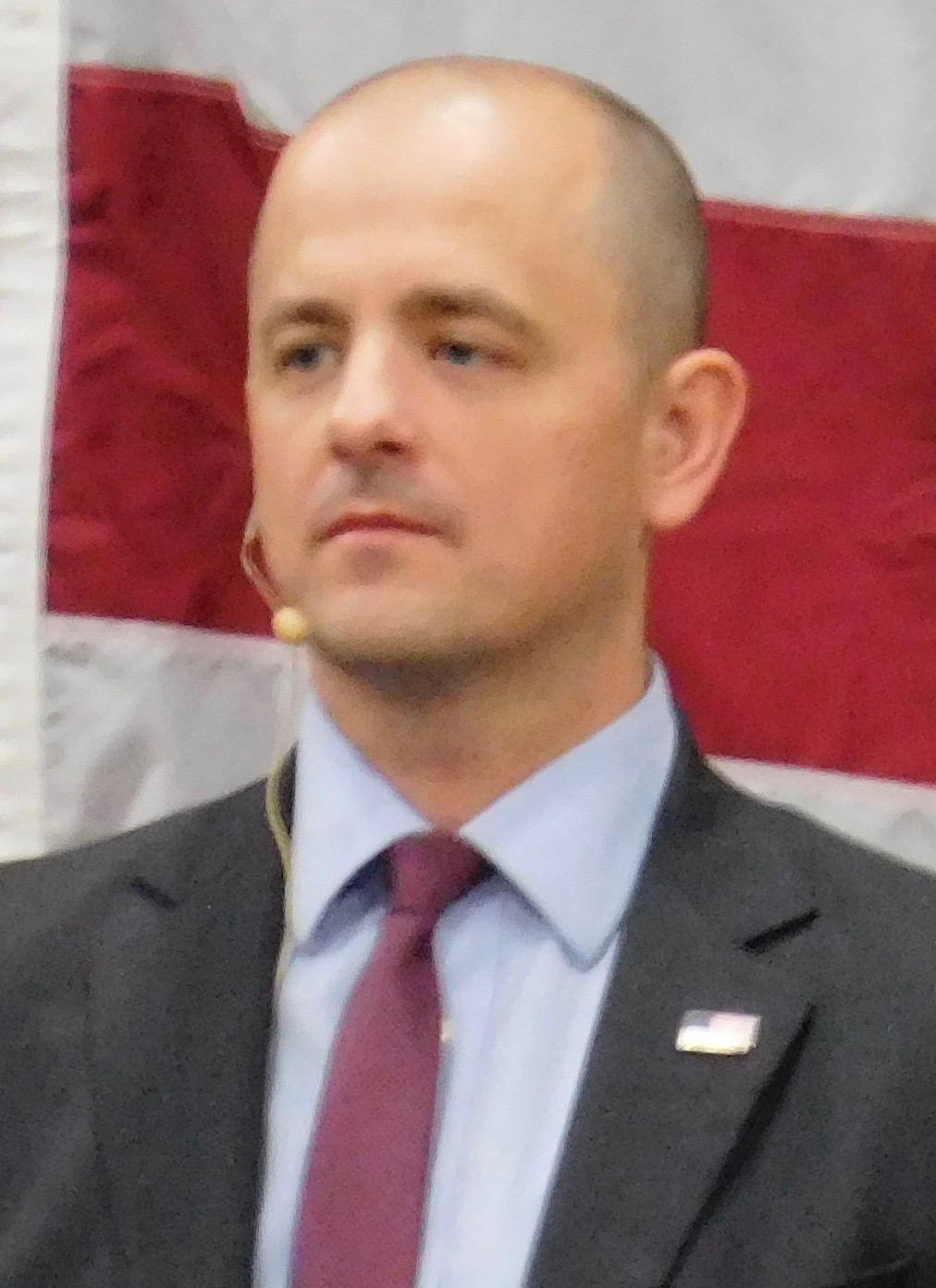

에번 맥멀린(Evan McMullin)은 미국의 정치가이다. 도널드 트럼프가 공화당 대선후보가 된 것에 반발하여 공화당을 탈당해 2016년 미국 대통령 선거에 무소속 후보로 출마했다. 2016년 10월 유타주 여론조사에서 유타주 선거인단을 확보할 가능성이 제기되어 화제의 인물이 되었다.

## 역대 선거 결과
| 선거명      | 직책명                | 대수  | 정당   | 득표율 | 득표수 (선거인단) | 결과 | 당락 |
| ----------- | --------------------- | ----- | ------ | ------ | ----------------- | ---- | ---- |
| 2016년 선거 | 미국의 대통령         | 46대  | 무소속 | 0.54%  | 731,991표 (0명)   | 5위  | 낙선 |
| 2022년 선거 | 상원의원 (유타 제3부) | 118대 | 무소속 | 42.74% | 459,958표         | 2위  | 낙선 |